# Lewno
Lewno (nazwa oboczna: Łowno) – część wsi Zastań położona w Polsce, w województwie zachodniopomorskim, w powiecie kamieńskim, w gminie Wolin.